# Thomas von Hauck
Thomas Hauck, seit 1887 Ritter von Hauck (* 27. April 1823 in Rüsselsheim; † 27. September 1905 in München), war Jurist und Mitglied des Deutschen Reichstags.

## Leben
Während seines Studiums wurde er 1841 Mitglied der Burschenschaft Germania zu Würzburg.
Hauck war bayerischer Bezirksamtmann in Markt Scheinfeld (Mittelfranken) und ab 1879 Oberstaatsanwalt am Königlichen Verwaltungsgerichtshof in München.
Er war Mitglied des bayerischen Landtags von 1869 bis 1881 und von 1887 bis 1892. Von 1871 bis 1879 war er Mitglied des Deutschen Reichstags, wo er als Abgeordneter des Wahlkreises Unterfranken 1 (Aschaffenburg) der Zentrumsfraktion angehörte. Wegen seiner Beförderung zum Oberstaatsanwalt legte er am 13. Dezember 1879 sein Mandat nieder.
Hauck wurde in Anerkennung seiner Verdienste 1887 durch Prinzregent Luitpold mit dem Ritterkreuz des Verdienstordens der Bayerischen Krone beliehen. Mit der Verleihung war die Erhebung in den persönlichen Adelsstand verbunden und er durfte sich nach der Eintragung in die Adelsmatrikel Ritter von Hauck nennen. 1893 erhielt er den Verdienstorden vom Heiligen Michael II. Klasse.